# Norman Davidson
Norman Ralph Davidson (* 5. April 1916 in Chicago, Illinois; † 14. Februar 2002 in Pasadena, Kalifornien) war ein US-amerikanischer Chemiker, der sich mit Biochemie befasste. 
Davidson studierte Chemie an der University of Chicago (Bachelor 1937), an der University of Oxford (als Rhodes Scholar), mit einem weiteren Bachelor-Abschluss 1939, und wurde 1941 bei Hermann Irving Schlesinger an der University of Chicago mit dem Thema The polymerization of organo-aluminum compounds promoviert. Im Zweiten Weltkrieg arbeitete er unter anderem an der Columbia University und dann am Metallurgischen Labor der Universität Chicago am Manhattan-Projekt (Produktion von Transuranen). 1942 war er Instructor am Illinois Institute of Technology. Nach dem Zweiten Weltkrieg war er kurz bei den RCA-Laboratorien (wo er an frühen Elektronenmikroskopen arbeitete) und ging danach ans Caltech, wo er Instructor, 1952 Associate Professor und 1957 Professor wurde. 1982 wurde er dort Norman Chandler Professor of Chemical Biology und 1986 Professor Emeritus. Seit 1990 war er dort Executive Officer der Abteilung für Biologie. Er war wissenschaftlicher Berater bei der Firma Amgen.
Davidson forschte in den 1950er Jahren an ultraschnellen chemischen Reaktionen (mit Blitzphotolyse) und leistete in den 1960er Jahren wichtige Beiträge zur Erforschung des Genoms, zum Beispiel seine Untersuchung Umkehr der Denaturierung von DNS (Renaturierung), wichtig in der Gentechnik, oder die Dekodierung der Genstruktur von r-RNA- und t-RNA-Molekülen. Später befasste er sich mit Neurowissenschaften.
1996 erhielt er die National Medal of Science, 1980 wurde er kalifornischer Wissenschaftler des Jahres, 1989 erhielt er den Welch Award in Chemistry, 1971 den Debye Award und 1985 den Dickson Prize in Science. 1962 wurde er Fellow der American Physical Society. Er war Mitglied der National Academy of Sciences (1960), der American Academy of Arts and Sciences (1984) und Ehrendoktor der Universität Chicago (1992).
Er war verheiratet und hatte vier Kinder.
Er sollte nicht mit James Norman Davidson (1911–1972), Professor für Biochemie in Glasgow, verwechselt werden.